# 市川須美子
市川 須美子（いちかわ すみこ）は、日本の法学者。専門は教育法。獨協大学法学部教授。

## 経歴
- 1973年 - 東京都立大学 (1949-2011)法学部卒業。
- 1978年 - 東京都立大学大学院社会科学研究科基礎法学専攻博士課程単位取得退学。
- 1978年 - 1983年 - 東京都立大学法学部助手。
- 1979年 - 1981年 - ドイツ連邦共和国にDAAD留学生としてテュービンゲン・ベルリンに留学。
- 1988年 - 日本社会事業大学専任講師。
- 1990年 - 日本社会事業大学助教授。
- 1996年 - 獨協大学法学部教授。
- 2009年 - 日本教育法学会会長。

## 人物
教育法専門の研究者。兼子仁の弟子。元日本教育法学会会長。
子どもの人権を中心にしつつ、教育法全般を研究している。いじめ、校則、教育情報、教師に対する日の丸・君が代の強制の問題、学習指導要領の法的問題などに関して、論文を発表している。また、児童・生徒の親の教育権、特に、親の教育情報請求権についても論じている。これらに関する主要な論文は、『学校教育裁判と教育法』（三省堂、2007年）に収録されている。
特に、いじめについては、裁判紛争が生じるようになった1980年代当初より精力的に議論を展開している。市川は、いじめを「教育活動内在的性格」（教育活動から生じた事故）と捉え、教師の教育専門的安全義務を強く要請する。この点、民法学では、いじめ事故は「教育活動外在的性格」を有しており、全面的に教師がその教育活動によって対策すべきものではなく、特別にいじめを予見できた場合のみ、安全義務が生じると論じる傾向にある（伊藤進、織田など）。
また、市川は、教師が人権としての教育の自由を有することを主張している。‘自由のない教師に自由を教えることはできない’という考えを基本とし、子どもの人権保障主体としての教師の人間的主体性を重視している。そして、教師に対する日の丸・君が代強制に関しては、大多数の憲法学者が市民的自由としての思想・良心の自由の問題として論じているのに対し、市川は、教師が職能的自由として有する教育の自由（憲法23・26条）や「不当な支配」の禁止（教育基本法16条1項）の問題として論じるべきであると主張する。
なお、憲法学は、公務員として権力的存在である教師が人権としての教育の自由を有することを否定する傾向にあり（奥平康弘など）、また、親や子どもの権利を語りながら、実際には教師の裁量を大幅に認めることで、子ども・親の権利の保障を重視していなかったとする根本的かつ重大な批判を受けている。さらには、内容的な教育活動を全て教師の“善意”に委ねてしまい、管理主義教育などを行う教師にその根拠を与えていたとの法社会学的批判もある。これに対して、市川は、教師を権力的存在とすることの危険性について反批判を展開している。

## 社会活動
多くの教育裁判に関わっており、裁判所に提出した鑑定意見書も多数ある。
- 高校退学処分無効確認訴訟をめぐって[6]
- 群馬県立桐生工業高校・生徒会誌切取り事件[7]

## 著書
- 『学校教育裁判と教育法』（三省堂、2007年）

### 共編著
- 『日本の自由教育法学 新たな集成と検証』兼子仁共編著. 学陽書房, 1998.11
- 『教育法学と子どもの人権』安達和志,青木宏治共編. 三省堂, 1998.3
- 『教育小六法 平成15年版』浦野東洋一,小野田正利,窪田眞二,中嶋哲彦,成嶋隆共編 学陽書房, 2003.1